# Opuntia olmeca
Opuntia olmeca es una planta perteneciente a la familia de los cactos (Cactaceae). 

## Clasificación y descripción
Arbustiva, cespitosa, erecta o rastrera. Tallos extendidos, ligeramente ascendentes, formando colonias de 6.0 a 10 m de diámetro y 1.9 m de alto. Tronco ausente. Cladodios los terminales de 13-14 x 13-15 cm; los medianos de 17-20 x 15-18 cm, circulares a obovados, los jóvenes cordiformes, circulares o romboides. Epidermis glabra. Aréolas con manchas purpúreas en la base de las aréolas, elípticas, 5-6 x 3-4 mm, en 7 series, 3.5-4.5 cm de distancia entre sí. Glóquidas 5.0 mm de largo, amarillas a pardas, poco numerosas. Espinas en los cladodios maduros 4-5, de 5-7 cm de largo, rectas a curvas, lisas, coriáceas, ligeramente torcidas sobre su eje, amarillo pálido a grisáceas; espinas setosas presentes, blanco grisáceas; en cladodios juveniles 2-4, de 1.1-2.1 cm de largo, rectas, amarillas. Flores 5.7-6.5 cm de largo, 5.6-5.9 cm de ancho, obovoide, amarillo verdoso, espinas setosas más de 10, podarios 8-9 mm de largo, aréolas 2-3 mm de diámetro; segmentos externos del perianto 3-15 x 2-12 mm, obovados, verdes, ápice maculado, franja media verdosa, margen entero hialino; segmentos internos 3.2-3.3 x 1.6-2.1 cm, ancho, oblongos a obovados, amarillos; estilo 19-20 x 5-6 mm, blanquecino; lóbulos del estigma 8-9, de 6-7 x 4-6 mm, verde amarillento; pericarpelo 2.1 cm de largo. Fruto 4.9-5 x 3.9-4.1 cm, globosos, ápice plano a ligeramente hundido, verde amarillentos, glabros, persistentes hasta por un año (xoconostle), podarios 1.2-1.4 cm de largo, pulpa verde amarillenta, ácida, concentrada en el centro. Semillas 30-32, 4 mm de diámetro con caras abultadas, pardas.

### Características distintivas para la identificación de esta especie
Planta rastrera. Cladodios obovados, verdes con tintes purpúreos. Espinas 4, blancas. Flor amarilla, brillante. Frutos subglobosos, amarillos con tintes verdosos, sin espinas.

## Distribución
Oaxaca.

## Ambiente
Altitud de 500-1000 m. Tipo de vegetación, matorral xerófilo y bosque tropical caducifolio. Fenología, florece de abril a mayo y fructifica de mayo a junio.

## Estado de conservación
Especie no considerada bajo ninguna categoría de protección de la NOM- 059- ECOL-SEMARNAT- 2010.